# 八庙镇 (开江县)
拔妙乡，是中华人民共和国四川省达州市开江县下辖的一个乡镇级行政单位。

## 行政区划
拔妙乡下辖以下地区：
拔妙社区、白蜡园村、保全寨村、石和寨村、长堰沟村、马鞍山村、三角寨村、大兴庙村和复兴村。